# Ibrahima Diarra
Ibrahima Diarra (16 de fevereiro de 1971), é um futebolista burquinense que atuou como goleiro. Jogou no FUS Rabat, clube do futebol marroquino, de 1995 a 1998.

## Carreira
Ibrahima Diarra fez parte da Seleção Burquinense de Futebol na eliminatórias para a Copa do Mundo de 2002.